# مود شارون
مود شارون (فرانسوی: Maude Charron‎؛ زادهٔ ۲۸ آوریل ۱۹۹۳) وزنه‌بردار زن اهل کانادا است.
وی در مسابقات کشوری و بین‌المللی در مجموع برندهٔ ۴ مدال طلا، ۲ مدال نقره، ۲ مدال برنز شده‌است.